# Conceição do Almeida
Conceição do Almeida là một đô thị thuộc bang Bahia, Brasil. Đô thị này có diện tích 281,903 km², dân số năm 2007 là 15314 người, mật độ 54,32 người/km².